# 荡泽
蕩泽（？—前576年），子姓，蕩氏，名泽，字子山，又称唐山，是蕩虺的儿子，公孙寿的孙子，宋国司马。
前576年八月，宋共公下葬。在这时，华元做右师，鱼石做左师，蕩泽做司马，华喜做司徒，公孙师做司城，向为人做大司寇，鳞朱做少司寇，向带做太宰，鱼府做少宰。蕩泽要削弱公室，就杀了公子肥。华元说：“我做右师，师所掌管的是对国君和臣下的教导。现在公室的地位低下，却不能拨乱反正，我的罪过大了。不能尽职，岂敢以得到宠信为利呢？”华元便出奔晋国。华元和华喜属于戴族；司城公孙师属于庄族；其他六大臣都属于桓族。鱼石准备阻止华元逃亡。鱼府说：“华元如果回来，必然要讨伐蕩泽，桓氏这一族就被波及而灭亡了。”鱼石说：“华元如果能够回来，即便允许他讨伐，他也必然不敢。而且华元曾有大功，国人亲附他，如果他不回来，恐怕国人会群起攻击桓族，桓氏在宋国没有人祭祀了。华元如果讨伐蕩泽，还有桓族的向戌在。桓氏虽然灭亡，必然只是亡掉一部分而已。”鱼石自己在黄河岸上阻止华元，华元请求讨伐蕩泽，鱼石答应了。华元这才回来，派遣华喜、公孙师率领国人进攻蕩氏，蕩泽被杀，《春秋》记载说“宋杀其大夫山”，就是说蕩泽背弃了自己的宗族。